# The Irony Of Your Perfection
The Irony Of Your Perfection — en español: «La Ironía De Tu Perfección» es el álbum de estudio de la banda originaria en Dubái, Asking Alexandria, publicado el 25 de junio de 2007 bajo el sello Hangman Records. Con 12 canciones, este es el primer y único trabajo de este "Asking Alexandria", el cual su fundador Ben Bruce ya ha aclarado que este Asking es distinto al Asking Alexandria de Inglaterra el cual esta hoy en día.

## Historia
Previo a este álbum de estudio, la banda hizo un EP-Demo de 4 canciones las cuales dos de ellas fueron reeditadas y regrabadas para este álbum, aunque el demo fue hecho cuando la banda aún se llamaba End Of Reason.
El demo se llama Tomorrow.Hope.Goodbye y consta de estas 4 canciones:
- 1. Bite Your Lip and Fake It (Demo) Incluida en este álbum
- 2. Gramophone Elegance (Demo) Incluida en este álbum
- 3. Snow Falls as Memories Fade
- 4. Red Letter Day (acústica)

Este demo se grabó por la banda en 2006 y fue enviado a algunas discográficas, una de ellas fue Hangman Records.
Con el lanzamiento de este demo se dieron a conocer abriendo conciertos para bandas como Boy Sets Fire, Pennywise, Jimmy Eat World, entre otros.
Luego de cambiar el nombre definitivo a Asking Alexandria y lanzar este álbum, la banda hizo un tour por  Alemania, Holanda, Francia y Suecia dando a conocerse aún más. Luego del tour, Ben se mudó a York en Reino Unido y la banda se disolvió, aunque Ben, creador del nombre y fundador de la banda, re-usó el nombre para el Asking Alexandria de hoy en día.

## Lista de canciones
| N.º | Título                                 | Duración |  |
| 1.  | «In Loving Memory Of You, Despite You» | 1:27     |  |
| 2.  | «Writing Her Ballad»                   | 4:03     |  |
| 3.  | «Bitter Revenge, Sweet Tragedy»        | 3:49     |  |
| 4.  | «Bite Your Lip and Fake It»            | 4:31     |  |
| 5.  | «Asking For Ashes»                     | 5:24     |  |
| 6.  | «My Last Words Before It's All Over»   | 3:41     |  |
| 7.  | «Numb In A Matter Of Screams»          | 1:16     |  |
| 8.  | «Gramophone Elegance»                  | 3:52     |  |
| 9.  | «Bullets In A Music Box»               | 4:23     |  |
| 10. | «Wings For The Sake Of Falling»        | 2:41     |  |
| 11. | «Friends Before Angels»                | 4:30     |  |
| 12. | «The Irony Of Your Perfection»         | 5:40     |  |